# Castelo de Falaise

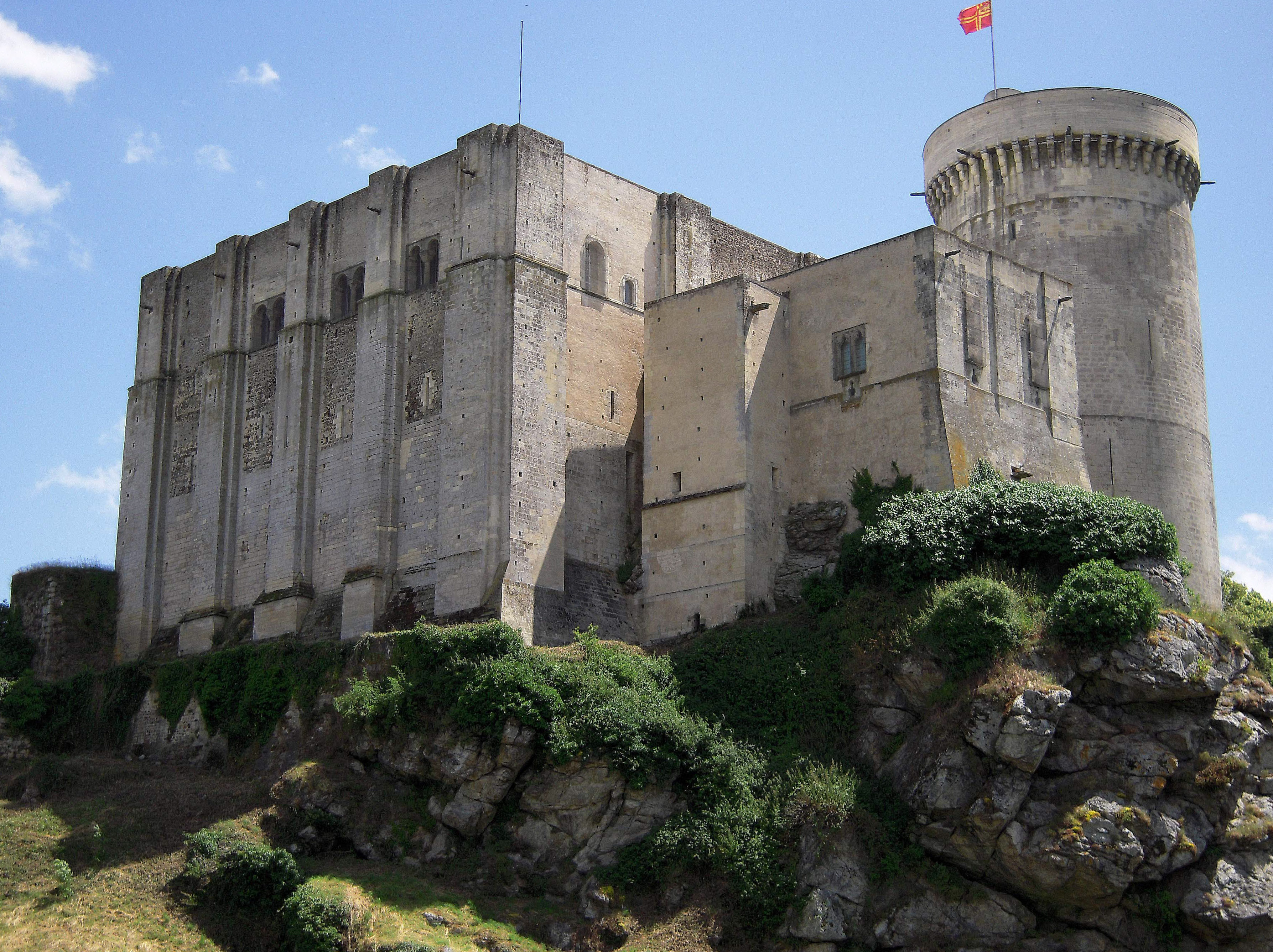
Castelo de Falaise.

O castelo de Falaise (em francês Château de Falaise; também chamado castelo de Guilherme, o Conquistador) localiza-se num monte rochoso a sudoeste da cidade de Falaise, no departamento de Calvados (região da Baixa Normandia), em França. Este castelo foi objeto de classificação sob o título de monumentos históricos de França pela lista de 1840.